# Cimetière de l'Est (Angers)
Pour les articles homonymes, voir cimetière de l'Est.
Le cimetière de l'Est est un cimetière ouvert en 1834 à Angers. Par la nature de son environnement et par l'importance des personnalités enterrées, le cimetière de l'est d'Angers est surnommé le Père-Lachaise angevin. Le cimetière de l'Est est situé à l'angle de la rue Larevellière et du boulevard des Deux-Croix, dans le quartier du Grand-Pigeon.

## Historique
C’est en 1834 que le conseil municipal d'Angers décida l'ouverture d'un nouveau cimetière, à l’est de la ville, sur le chemin d’Angers à Saint-Barthélemy-d'Anjou.
Anciennes propriétés agricoles, l’endroit est clos de grands murs. Le cimetière, de forme triangulaire, figure au cadastre de 1842. Les plantations existantes sont complétées et des allées sont tracées. Le nouveau cimetière angevin apparaît comme un parc romantique, à l’anglaise, rappelant le Père-Lachaise de Paris. Le cimetière est parcellisé en huit rectangles symétriques, chacun enveloppé par un réseau d’allées sinueuses. 
Une nouvelle nécropole est bénie le 12 décembre 1847 par l'évêque d'Angers, Mgr Angebault. Une chapelle néo-romane est bâtie par l'architecte angevin Ernest François Dainville entre 1868 et 1870.
De 4,72 hectares à son ouverture, le cimetière de l'Est compte actuellement 13,36 hectares.
Avec le développement de la crémation, un jardin du souvenir, le premier dans le département de Maine-et-Loire, a été ouvert en 1982, augmenté par la suite de plusieurs jardins cinéraires et de columbariums.

## Personnalités enterrées
(Liste non exhaustive)
- Alexandre Aïvas (1829-1909), architecte
- Charles Berjole (1884-1924), poète et illustrateur
- Julien Bessonneau (1842-1916), industriel
- Jules Bordier (1846-1896), compositeur et chef d'orchestre
- Eugène Brunclair, (1832-1918) peintre français
- André Bruel (1894-1978), poète et éditeur
- Famille Cointreau, entrepreneurs
- marquis de Contades (1759-1825), noble et officier
- Julien Daillière (1812-1887), poète et dramaturge
- Jules Dauban (1822-1908), peintre et décorateur
- Ferdinand Hervé-Bazin (1847-1889), écrivain et universitaire
- Alexandre Auguste Joubert-Bonnaire (1875-1959), industriel
- Jules Eugène Lenepveu (1819-1898), peintre et 1er prix de Rome
- André Leroy (1801-1875), horticulteur et pépiniériste
- Félix Lorioux (1872-1964), illustrateur et dessinateur
- Georges Saulo (1866-1945), sculpteur
- Anselme François René Papiau de La Verrie (1770-1856), député-maire d'Angers